# Disputa de Tortosa

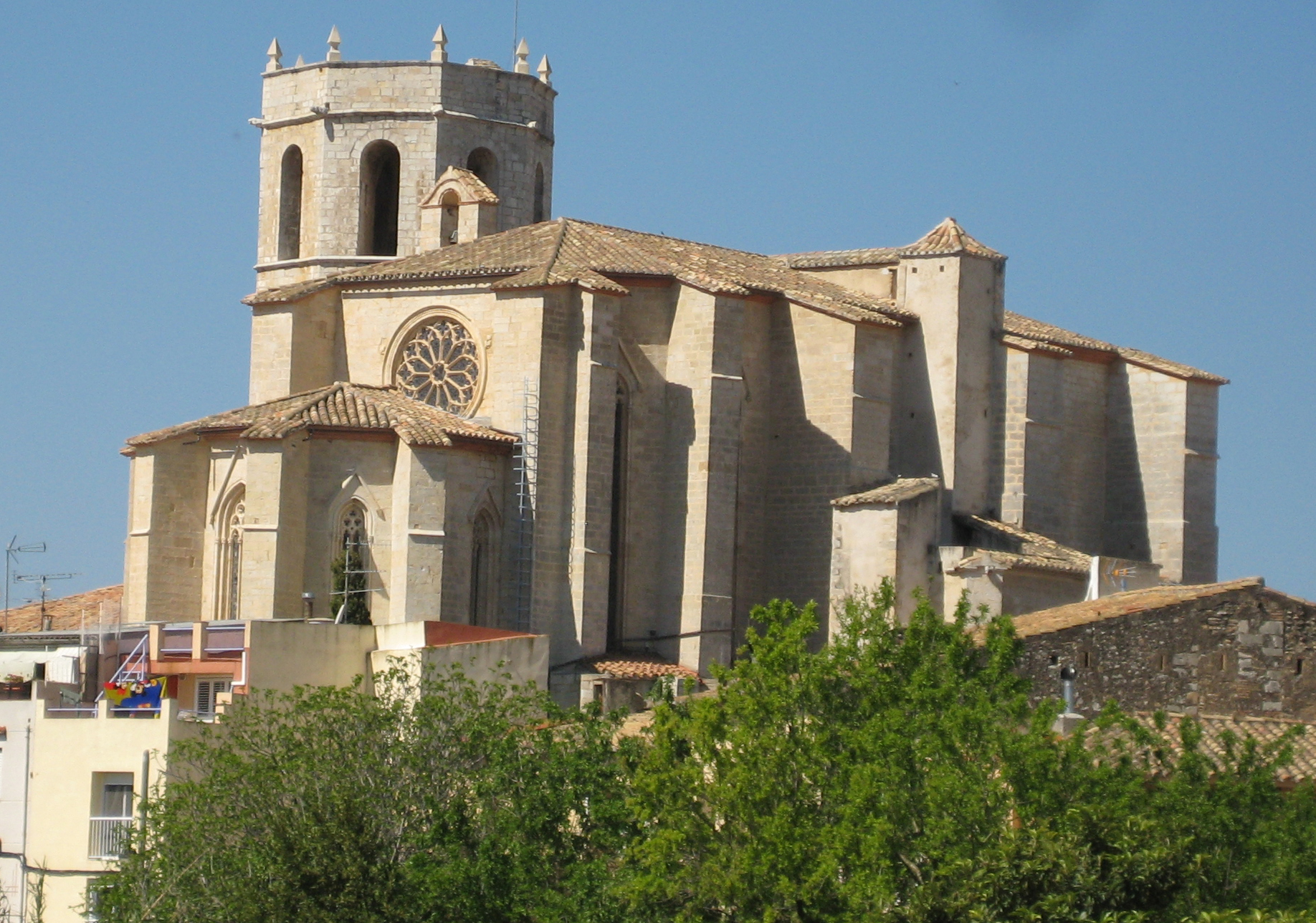
Església Arxiprestal de Sant Mateu, en la qual finalitzà la disputa de Tortosa.

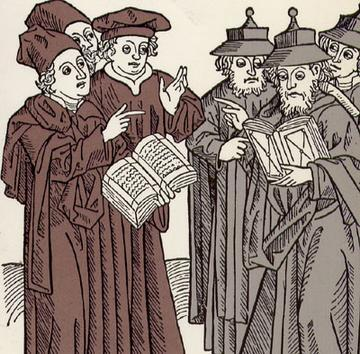
Gravat en fusta de Johann von Armssheim (1483) il·lustrant una disputa doctrinària entre jueus i cristians.

La disputa de Tortosa va ser el més important debat inter-religiós entre representants cristians i jueus el qual es va dur a terme a la Corona d'Aragó. El debat no va ser estrictament un debat, sinó la successió d'una sèrie de sessions d'adoctrinament religiós amb l'objectiu de forçar les autoritats religioses jueves un reconeixement de les seves "errades" en matèria de fe davant els seus correligionaris, els quals també van haver d'assistir-hi, obligats per l'autoritat papal.
Es va desenvolupar durant 67 sessions, des de la primera, a la comarca tarraconense de Tortosa, el 7 de febrer de 1413, fins a les últimes, dutes a terme en la comarca castellonenca de Sant Mateu del Maestrat, el 13 de novembre de 1414.

## El debat
El debat es va realitzar per iniciativa del papa d'Avinyó Benet XIII, i en el qual va tenir un molt important paper el renegat jueu Jeroni de Santa Fe, qui va portar la veu cantant al bàndol cristià. Els objectius del debat eren el contingut i l'ensenyaments de la literatura rabínica (fonamentalment del Talmud) i si, efectivament, Jesús de Natzaret era o no el Messies.
Els rabins van haver d'assistir-hi obligats per l'autoritat papal sota pena de forta multa en el cas de no fer-ho a temps. A més a més, van haver de defensar-se de les acusacions i amenaces de tota mena de la part cristiana.
Aquesta disputa es va desenvolupar amb el record de la recent matança de 1391 al call de Sevilla, que aviat es va estendre per tots els regnes peninsulars. A Catalunya va suposar la destrucció de gairebé tots els calls i centenars de morts, com els més de 300 al Pogrom de Barcelona. Aquesta onada va ser més o menys contemporània de la prèdica antisemita de Vicent Ferrer i el reforçament de la legislació antisemita.

## Resultats i conseqüències
Finalment, els representants jueus va ser obligats a signar un document en el qual "reconeixien les seves errades" de fe. El papa signà la butlla Contra judaeos; els baptismes forçats es multipliquen; se signà la butlla Etsi Doctoris Gentium la qual va motivar la crema de llibres jueus; els drames familiars i personals de tota classe se succeïxen dins la comunitat jueva; es produeix la separació física dels jueus i dels cristians, especialment si aquests últims eren conversos.
La disputa de Tortosa va ser el punt culminant del procés de declivi de les comunitats jueves al territori, cop del qual mai no arribaren a recuperar-se.